# Rezzoaglio
Rezzoaglio este o comună din provincia Genova, regiunea Liguria, Italia, cu o populație de 862 locuitori (1 ianuarie 2023) și o suprafață de 104,72 km².

## Demografie
Rezzoaglio - evoluția demografică

|  | Graficele sunt indisponibile din cauza unor probleme tehnice. Mai multe informații se găsesc la Phabricator și la wiki-ul MediaWiki. |

Date: Recensăminte sau birourile de statistică - grafică realizată de Wikipedia